# ORP Piorun (1994)

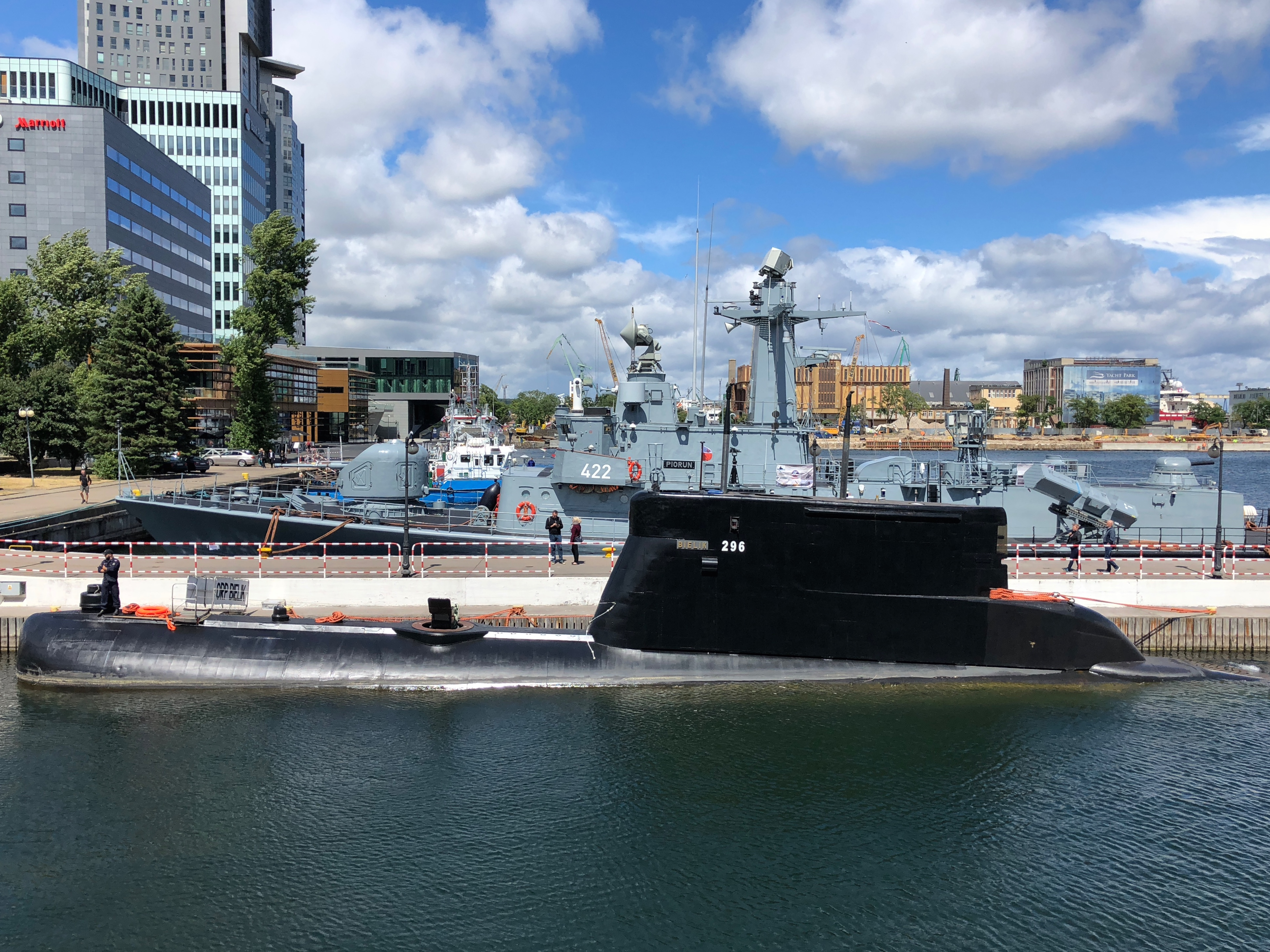
ORP „Piorun” wraz z ORP „Bielik” cumujący na Skwerze Kościuszki w Gdyni (2018)

ORP Piorun (422) – polski okręt rakietowy, druga jednostka typu Orkan, wchodzący w skład Marynarki Wojennej.
Głównym zadaniem okrętu jest wykonywanie uderzeń rakietowych na okręty nawodne i statki przeciwnika, zwalczanie środków napadu powietrznego, osłona przeciwokrętowa oraz przeciwlotnicza własnych okrętów nawodnych i statków, a także patrolowanie i ochrona szlaków komunikacyjnych oraz wyznaczonych rejonów. ORP „Piorun”, wraz z bliźniaczymi ORP „Orkan” i ORP „Grom” wprowadzono do służby w 3 Flotylli Okrętów, gdzie służył kolejno w 1 dywizjonie Okrętów Rakietowych w latach 1995–1999, 31 dywizjonie Okrętów Rakietowych w latach 1999–2004, dywizjonie Okrętów Rakietowych w latach 2004–2010 oraz dywizjonie Okrętów Bojowych, w którego siłach znajduje się od 2011 roku. Okręt bazuje w Gdyni i stanowi wraz z okrętami bliźniaczymi oraz dwoma fregatami OHP trzon polskiej floty.

## Zamówienie i budowa
W 1972 roku w Polsce rozpoczęto prace nad programem budowę nowych okrętów rakietowych dla Marynarki Wojennej, które miały zastąpić starzejące się okręty projektu 205 eksploatowane we flocie. Programowi nadano kryptonim „Tukan”, powstający projekt okrętów oznaczono jako projekt 665. W wyniku prowadzonych prac rozwojowych Marynarka Wojenna uzyskać miała kutry rakietowo-artyleryjskie o wyporności około 470 ton. W roku 1977 projekt zatwierdzony został przez Marynarkę Wojenną. Tego samego roku rozpoczęły się przygotowania do budowy pierwszego okrętu, poprzez zakup materiałów potrzebnych do budowy jednostki prototypowej. W 1978 roku rozpoczęły się problemy z realizacją programu wynikające z tego, że  dostawca uzbrojenia – ZSRR, odmówił dostarczenia uzbrojenia rakietowego i systemów kierowania ogniem. Rok później podjęto decyzję o zamknięciu całego programu i rezygnacji z budowy okrętów tego typu.

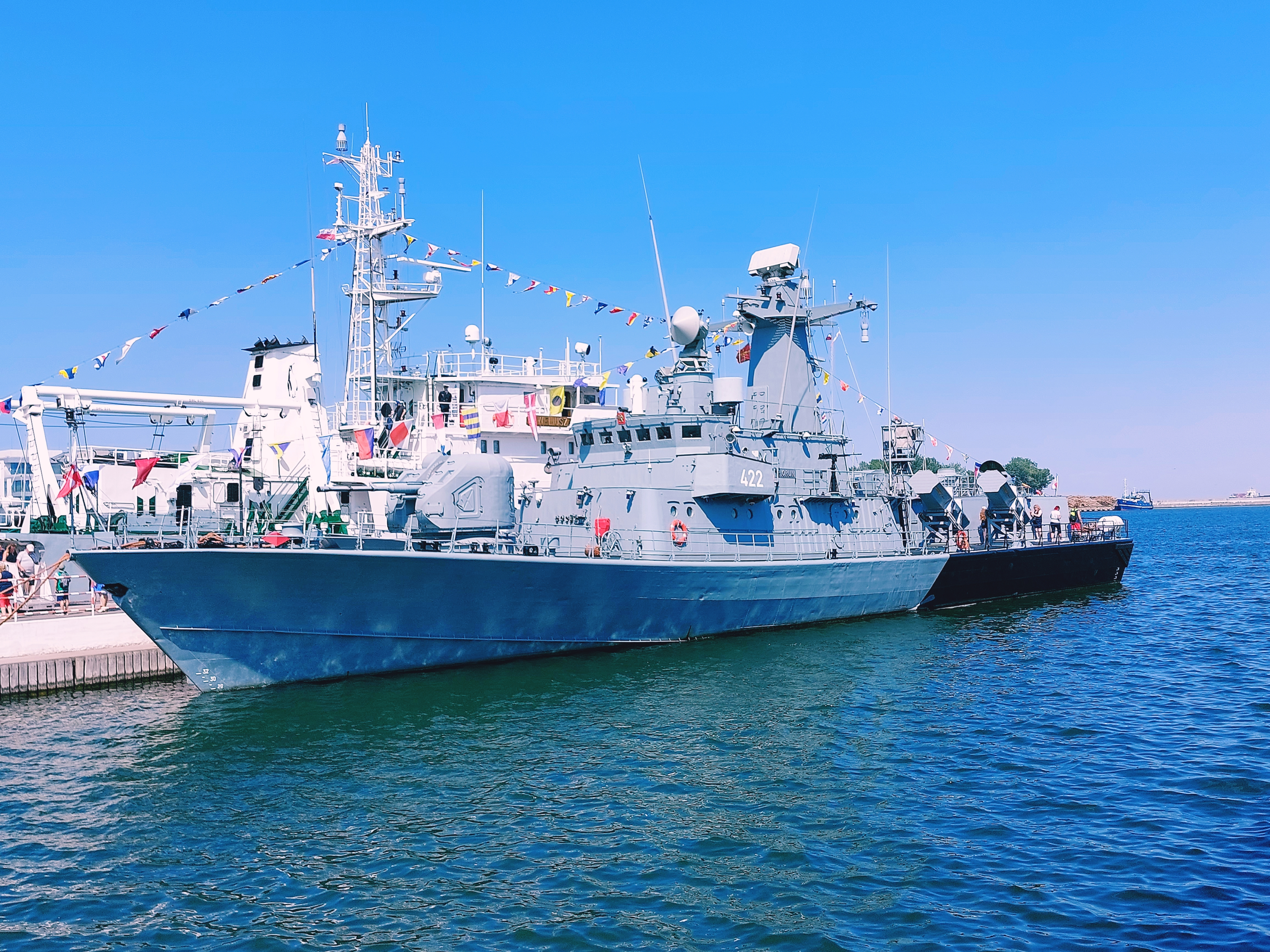
ORP „Piorun” podczas święta MW w 2022 roku

W związku z tym kierownictwo Marynarki Wojennej zmuszone było do zakupu od ZSRR czterech okrętów rakietowych projektu 1241RE. Decyzja ta pozwoliła na wycofywanie używanych wówczas kutrów rakietowych typu Osa . Jednak te cztery jednostki projektu 1241 nie zapełniały luki, powstałej po wycofanych kutrach typu Osa. Decydenci uznali, że konieczny jest zakup kolejnych, nowych okrętów, lecz sytuacja polityczna oraz gospodarcza kraju nie pozwalała na to .
W latach dziewięćdziesiątych XX wieku podjęto decyzję o odkupieniu od Niemieckiej Marynarki Wojennej trzech kadłubów niedokończonych jednostek projektu 151 (w kodzie NATO: Sassnitz) budowanych w stoczni VEB Peenewerft. Okręty projektu 151 budowano pierwotnie dla floty Niemieckiej Republiki Demokratycznej. Odkupione przez Polskę trzy kadłuby o numerach stoczniowych 151.5, 151.6, 151.7 zostały odholowane do Stoczni Północnej przez holownik PRO „Tumak” w celu przebudowy i wyposażenia. Okręty oznaczono jako projekt 660 . 
Powstające jednostki planowano uzbroić w przeciwokrętowe pociski manewrujące, jednak ze względu na problemy finansowe panujące wówczas w Polsce proces wyposażania i uzbrajania jednostek uległ znacznemu przedłużeniu i ostatecznie nie udało się tych rakiet uzyskać od producenta. Z powodu wycofywania ze służby kutrów projektu 205 postanowiono wprowadzić jednostkę prototypową jak i seryjne do służby bez głównego uzbrojenia, aby utrzymać ciągłość szkolenia załóg. 11 marca 1994 okręt wcielono do służby jako ORP „Piorun” . Ponieważ okręt nie miał głównego uzbrojenia przeciwokrętowego, stawiane przed nimi zadania realizował jako ścigacz artyleryjski. W 2006 podpisano umowę z firmą Thales Naval Nederland dotyczącą modernizacji okrętów oraz, co najważniejsze, uzbrojenia ich w pociski przeciwokrętowe. Proces modernizacji okrętów trwał w latach 2008-2009, odbywał się w Stoczni Marynarki Wojennej .

## Konstrukcja

### Opis ogólny
Okręt klasyfikowany jest w MW jako mały okręt rakietowy . „Piorun” zbudowany został w układzie jednokadłubowca o klasycznej konstrukcji. Ma on długość 48,9 metra, szerokość 8,65 metra i zanurzenie 2,15 m. Okręt ten wypiera 369 ton wyporności pełnej i 333 standardowej . Kadłub zbudowano ze stali, wzdłużnym układem wiązań oraz jest on w całości spawany. Dodatkowo grubość kadłuba jest zmienna, wynosząca od 3 do 7 milimetrów. W konstrukcję dna kadłuba wkomponowano specjalne fundamenty pod silniki oraz generatory prądu, zaś sam kadłub podzielono grodziami wodoszczelnymi na dziewięć wodoszczelnych przedziałów. Nadbudówka okrętu wykonana została w całości z aluminium, podobnie jak kadłub jest całkowicie spawana. Połączono ją z pokładem za pomocą bimetalu. Dodatkowo ze stopów aluminium wykonano część grodzi przedziałów oraz międzypokład. 

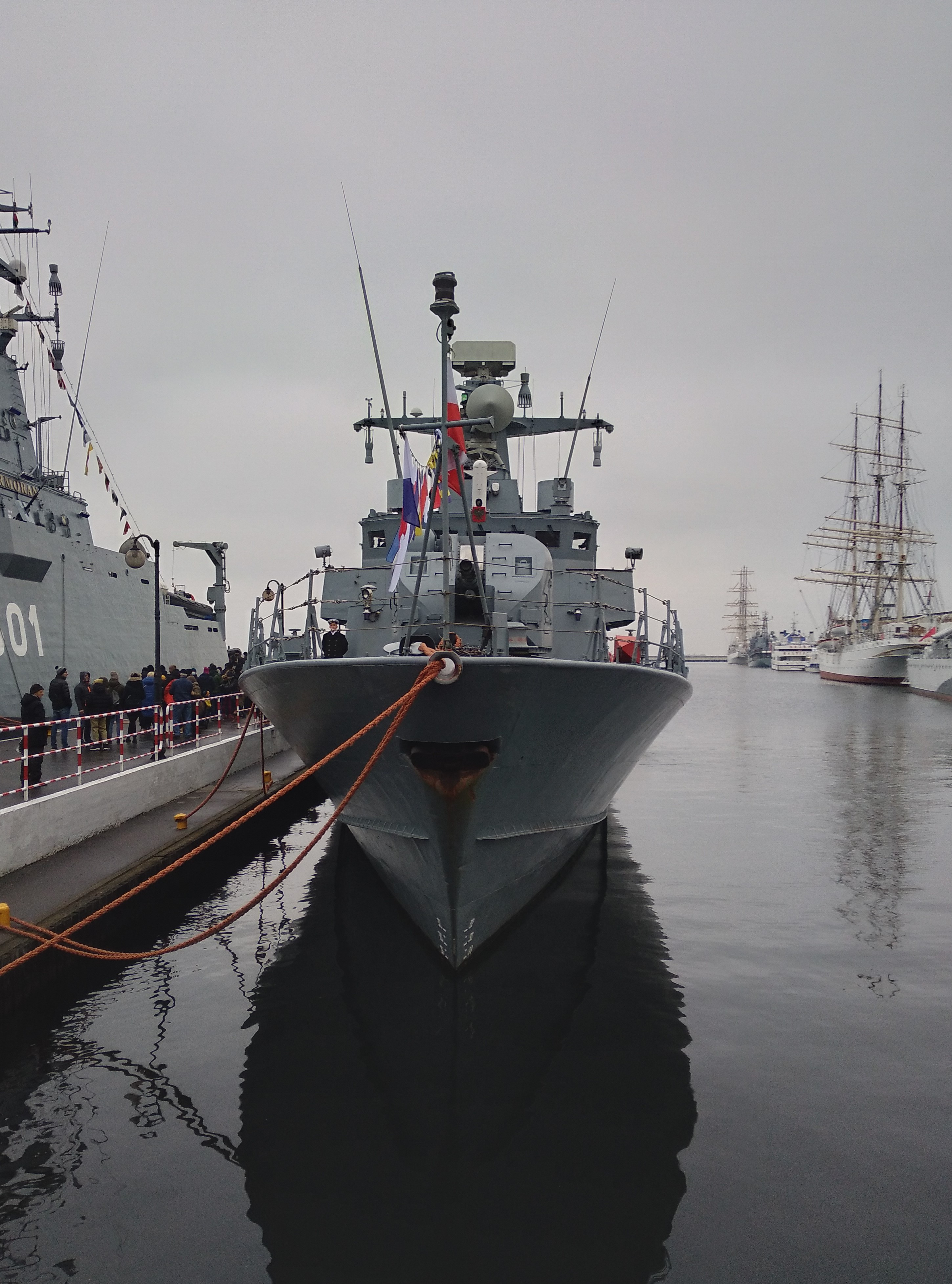
ORP „Piorun” od dziobu

W części dziobowej kadłuba, na międzypokładzie, znajdują się pomieszczenia mieszkalne dla załogi, barbeta armaty AK-176M oraz skrajnik dziobowy. Poniżej, także w części dziobowej, znajduje się przedział siłowni. W części rufowej umiejscowione są dwa przedziały siłowni, pomieszczenie gospodarcze oraz skrajnik rufowy. Układ kominowy ulokowany jest w burtach. Okręt ma dwukondygnacyjną nadbudówkę. Na najwyższej kondygnacji znajduje się okrętowe stanowisko dowodzenia GSD, gdzie w jego części wysuniętej bliżej dziobu, znajduje się sterówka. Na dolnym pokładzie pokładówki znajdują się kabiny oficerskie. Część pokładówki wysunięta w kierunku rufy zbudowana jest w sposób demontowalny, co pozwala na jej usunięcie w celu łatwiejszego dostępu do siłowni. ORP „Piorun” na dachu pokładówki miał początkowo zamontowany kratownicowy maszt z systemami radiolokacyjnymi oraz elektronicznymi, który w wyniku przeprowadzonej modernizacji wymieniony został na nowy, stanowiący jednolitą bryłę. Załoga okrętu (2018) składa się z 37 osób, w tym 5 oficerów, 19 podoficerów i 13 marynarzy.

### Napęd
Siłownia „Pioruna” wykonana jest w układzie CODAD. Napęd stanowią 3 silniki wysokoprężne M520 o mocy 3970 kW każdy. Każdy silnik napędza za pośrednictwem wału napędowego jedną, stałą śrubę okrętową. Energię elektryczną na okręcie wytwarzają trzy zespoły prądotwórcze Wola 104ZPM-135R6TC. Każdy z zespołów prądotwórczych składa się z czterosuwowego silnika wysokoprężnego i prądnicy, generuje moc 180 kW. Tak skonfigurowany układ napędowy pozwala osiągnąć prędkość maksymalną wynoszącą 36 węzłów. W dziobowej części kadłuba znajdują się dwa silniki M520, umiejscowione po obu burtach oraz jeden agregat, natomiast w części rufowej znajduje się jeden silnik oraz dwa zespoły prądotwórcze. W celu ochłodzenia spalin podczas ich opuszczania z układu kominowego, mieszane są one z wodą w tłumikach za pomocą wtrysków. Zabieg ten ogranicza widoczność w podczerwieni. Okręt ma trzy stery, napędzane elektrohydrauliczną maszyną sterową. Zapas paliwa zabieranego przez rakietowca wynosi maksymalnie 28,5 tony.

### Wyposażenie
Okręt przed modernizacją z początku XXI wieku, dysponował innym zestawem wyposażenia elektronicznego. „Piorun” miał na swoim wyposażeniu polską stacją radiolokacyjną NUR-27XA służącą do wykrywania zarówno celów powietrznych jak i nawodnych. Antena radaru zamontowana była na szczycie kratowanego masztu. Poniżej stacji NUR znajdował się radar nawigacyjny SRN-443XTA również produkcji krajowej.
Jednostkę wyposażono w system kierowania ogniem oraz wykrywania celów, w którego skład wchodził radar kierowania ogniem artylerii Wympieł-AME. Radar kierowania ogniem zamontowany był na specjalnym podwyższeniu na dachu nadbudówki, tuż nad mostkiem nawigacyjnym. Dodatkowo okręt ma celownik systemu Kołonka dla armat AK-630M i AK-176M. Jednostkę wyposażono początkowo w pasywny zestaw zakłócający Derkacz-2 składający się z czterech zmodyfikowanych wyrzutni Mars-4M dla celów pozornych średniego zasięgu kalibru 57 mm, umieszczonych na rufie, oraz ośmiu dwunastolufowych wyrzutni bliskiego zasięgu kalibru 70 mm znajdujących się po obu burtach. Cele pozorne odpalane mogły być zarówno automatycznie jak i ręcznie. Na dodatkowe wyposażenie składały się m.in. system ORO-1, który przeznaczony był do wykrywania opromieniowywania okrętu poprzez falę radarową, zintegrowany system określania pozycji SZOP-4, system wykrywania ruchu okrętu OZRO, radionamiernik oraz systemy łączności wewnętrznej i zewnętrznej.
W wyniku modernizacji z lat 2008–2009 okręt wraz jednostkami bliźniaczymi zyskał zupełnie nowy zestaw wyposażenia elektronicznego. Jednostkę częściowo przebudowano, w celu dostosowania jej do przenoszenia pocisków przeciwokrętowych oraz nowego wyposażenia radarowego. Usunięto stację radiolokacyjną NUR-27 a w zamian zamontowano nowoczesną, trójwspółrzędną, wielozadaniową stację dozoru nawodnego i powietrznego Sea Giraffe 3-D, zamontowano także nowy system identyfikacji „swój-obcy” (IFF), nowy system kierowania ogniem wraz z anteną radaru Sting-EO, system walki elektronicznej Breń produkcji polskiej oraz system dowodzenia i kierowania ogniem Tacticos. Dodatkowo okręt wyposażono w nowoczesne centrum bojowo–informacyjne (BCI) oraz w łącza wymiany danych Link-11. Radar Sea Giraffe zamontowano na nowym maszcie, który zastąpił dotychczasową konstrukcję kratowaną. Radar kierowania ogniem ulokowany został w tym samym miejscu co poprzedni Wympieł-AME. Dodatkowo „Orkana” wyposażono w dwa nowe radary nawigacyjne SM Bridgemaster-E. Zmodernizowanej jednostce zmieniono numer projektu poprzez dodanie litery M (= modernizowany) oznaczając go jako okręt rakietowy projektu 660M. W wyniku przeprowadzonych prac okręty stały się interoperacyjne z NATO. Okręt wyposażono w wyrzutnie celów pozornych „Jastrząb”: osiem 9-lufowych kal. 81 mm i jedną 10-lufową kal. 122 mm .

### Uzbrojenie
Uzbrojenie okrętu składa się z pojedynczej, morskiej armaty uniwersalnej AK-176M kalibru 76,2 mm (254 naboje) oraz pojedynczej armaty przeciwlotniczej AK-630M (2000 sztuk amunicji). Ponadto okręt wyposażony był w jedną, czteroprowadnicową wyrzutnię FAM-14 dla przeciwlotniczych pocisków rakietowych Strzała-2M w liczbie 8 sztuk. „Strzały-2M” na pokładach Orkanów zostały zastąpione przez polskie rakiety przeciwlotnicze „Grom”. W 2016 roku z pokładów wszystkich trzech jednostek zdemontowano wyrzutnie FAM-14. Miało to związek z wymianą pocisków przeciwlotniczych „Strzała” na pociski „Grom”, które mogą być wystrzeliwane z ramienia operatora, bez potrzeby stosowania specjalnych wyrzutni. Przed modernizacją, oznaczoną jako proj. 660M, okręty nie miały uzbrojenia w postaci pocisków przeciwokrętowych i de facto były to ścigacze artyleryjskie. Po przeprowadzonej modernizacji okręty wyposażono w statywy, jak i kontenery startowe z pociskami RBS15 Mk 3. Jednostka może zabrać maksymalnie 8 kontenerów startowych. Dodatkowo w wyniku modernizacji okręty dozbrojono także w dwa wielkokalibrowe karabiny maszynowe WKM-B kalibru 12,7 mm na podstawie słupkowej (1500 sztuk amunicji).
Przejściowo do czasu dostarczenia pocisków RBS15 Mk 3, na mocy podpisanej umowy Marynarka Wojenna otrzymała 8 starszych pocisków w wersji RBS15 Mk 2 z nadwyżek floty szwedzkiej. Obecnie starsze pociski w wersji Mk 2 wycofano użycia.

## Dowódcy
- 2003–2005 – kpt. mar. Przemysław Karaś
- 2006–2007 – kpt. mar. Maciej Brągoszewski
- 2009–2013 – kpt. mar. Olgierd Wójcik
- 2013–2015 – kpt. mar. Tomasz Sadowski
- 2015–2019 – kpt. mar. Szymon Szerszeń
- od 2019 – kpt. mar. Marcin Wolski